# Paul Brown (Politiker)
Paul Brown (* 31. März 1880 in Hartwell, Hart County, Georgia; † 24. September 1961 in Elberton, Georgia) war ein US-amerikanischer Politiker. Er vertrat den Bundesstaat Georgia als Abgeordneter im US-Repräsentantenhaus.

## Werdegang
Paul Brown graduierte 1901 an der University of Georgia School of Law in Athens mit einem Bachelor of Laws (LL.B.). Seine Zulassung als Rechtsanwalt bekam er im selben Jahr und begann mit seiner Tätigkeit als Anwalt in Lexington. Er betrieb auch etwas Landwirtschaft und wurde Bürgermeister von Lexington zwischen 1908 und 1914. Zwischenzeitlich saß er auch in den Jahren 1907 und 1908 im Repräsentantenhaus von Georgia.
Brown zog 1920 nach Elberton im Elbert County und arbeitete dort als Staatsanwalt zwischen 1928 und 1933. 1932 war er Delegierter zur Democratic National Convention. Im folgenden Jahr wurde Brown als Vertreter von Georgias 10. Kongressbezirk in einer außerordentlichen Wahl in das US-Repräsentantenhaus gewählt, um eine freie Stelle zu füllen, die durch den Tod des Amtsinhabers Charles Hillyer Brand entstand. Brown wurde noch 13 weitere Male in den Kongress gewählt. Danach entschloss er sich 1960 nicht noch einmal zu kandidieren. In seiner Amtszeit im Kongress war er auch an der Verfassung des Southern Manifesto beteiligt, das sich gegen die Rassenintegration an öffentlichen Einrichtungen aussprach.
Paul Brown verstarb ein Jahr später, am 24. September 1961 in Elberton. Er wurde auf dem Elmhurst Cemetery in Elberton beerdigt.